# Tylecodon atropurpureus
Tylecodon atropurpureus är en fetbladsväxtart som beskrevs av P. Bruyns. Tylecodon atropurpureus ingår i släktet Tylecodon och familjen fetbladsväxter. Inga underarter finns listade i Catalogue of Life.